# غلام نبي آزاد
غلام نبي آزاد (7 مارس 1949 - ) هو سياسي هندي في حزب المؤتمر الوطني الهندي وكان وزيرًا للصحة ورعاية الأسرة، وفي الوقت الحاضر يعمل كزعيم للمعارضة في مجلس الشيوخ الهندي (راجيا سبها). وقد شغل منصب وزير الشؤون البرلمانية في الهند في حكومة رئيس الوزراء السابق مانموهان سينغ حتى 27 أكتوبر 2005، كما تم تعيينه رئيس وزراء جامو وكشمير. كما قاد الحزب بنجاح في انتخابات الجمعية العامة لعام 2002 في جامو وكشمير.

## وصلات خارجية
- غلام نبي آزاد في Rajyasabha.nic.in